# 建峰镇
建峰乡，是中华人民共和国四川省广元市青川县下辖的一个乡镇级行政单位。2019年12月，撤销白家乡、建峰乡，设立建峰镇，以原白家乡和原建峰乡青峰社区、建峰村、葛底村、青沟村、碾子村所属行政区域为建峰镇的行政区域，建峰镇人民政府驻建设新街22号。原建峰乡龙峰社区所属行政区域划归竹园镇管辖。

## 行政区划
建峰乡下辖以下地区：
青峰社区、建峰村、青沟村、碾子村、葛底村社区村、青峰村、龙峰村、开峰村、青山村和青春村。